# 短嘴鸦
短嘴鸦（学名：Corvus brachyrhynchos）是鸦科鸦属的一种，是全面迁徙的候鸟，分布于墨西哥、美国、加拿大和圣皮埃尔和密克隆。全球活动范围约为11,600,000平方千米。该物种的保护状况被评为无危。
短嘴鸦的平均体重约为496.1克。栖息地包括温带草原、亚热带或热带的（低地）干燥疏灌丛、牧草地、亚热带或热带的湿润低地林、寒带疏灌丛、温带疏灌丛、亚热带或热带的（低地）干草原和亚热带或热带严重退化的前森林。

## 分类
短嘴鸦的西北亚种分佈在阿拉斯加南部的海岸地區及離岸島嶼，南經英屬哥倫比亞至華盛頓，曾被视为单独的物种西北鴉（學名：Corvus caurinus），分布在北美洲西北部，體型及腳較為細小，喙也較幼長，叫聲也明顯不同。